# Careproctus solidus
Careproctus solidus és una espècie de peix pertanyent a la família dels lipàrids.

## Descripció
- La femella fa 11,75 cm de llargària màxima.[4]

## Hàbitat
És un peix marí, bentopelàgic i de clima temperat que viu entre 1.151 i 2.151 m de fondària.

## Distribució geogràfica
Es troba al mar de Làptev.

## Observacions
És inofensiu per als humans.